# Жилинский край

Блатницкие находки. Великоморавский меч из Блатницы датируется периодом между 825 и 850 годами

Жилинский край (словац. Žilinský kraj) — один из восьми краёв Словакии с административным центром в городе Жилина. Площадь края составляет 6801 км², население — 688 851 человек (2011). Расположен на северо-западе Словакии. Граничит с Чехией и Польшей.

## Административное деление
Жилинский край делится на 11 районов (окресов):
- Район Битча
- Район Чадца
- Район Дольни-Кубин
- Район Кисуцке Нове Место
- Район Липтовски Микулаш
- Район Мартин
- Район Наместово
- Район Ружомберок
- Район Турчьянске Теплице
- Район Тврдошин
- Район Жилина

## Население
| Год:                | 1994    | 2004    | 2014    | 2024    |
| ------------------- | ------- | ------- | ------- | ------- |
| Количество человек: | 682 983 | 694 129 | 690 449 | 686 063 |
| Разница:            |         | +1,63 % | −0,53 % | −0,63 % |

### Статистические данные (2011)
Национальный состав
- словаки — 641 602 чел. (93,1 %);
- чехи — 4195 чел. (0,6 %);
- цыгане — 2264 чел. (0,3 %);
- прочие — 40 790 чел. (5,9 %).

Конфессиональный состав
- католики — 483 008 чел. (70,1 %);
- лютеране — 61 537 чел. (8,9 %);
- атеисты — 75 483 чел. (11,0 %);
- прочие — 68 823 чел. (10,0 %).